# Klapa Subrenum
Klapa "Subrenum",  je jedna je od poznatih hrvatskih klapa.

## Povijest klape
Veliki su promicatelji klapske pjesme i kulturnih vrijednosti Župe dubrovačke čije ime i potječe od starog naziva za Župu dubrovačku “sub brenum”. 
Klapa je započela djelovati ratne 1992. godine.

Dobitnici su brojnih nagrada i priznanja. 

## Diskografija
- "Župčice lijepa"
 
- "Dubrovniče, stari grade"

Treći album obrada uz pratnju klavira objavljen je 2007.

## Vanjske poveznice
- Klapa Subrenum